# Ирис германский
Ирис германский (лат. Iris germanica) — типовой вид многолетних травянистых растений рода Ирис (Iris) семейства Ирисовые (Iridaceae).

## Ботаническое описание

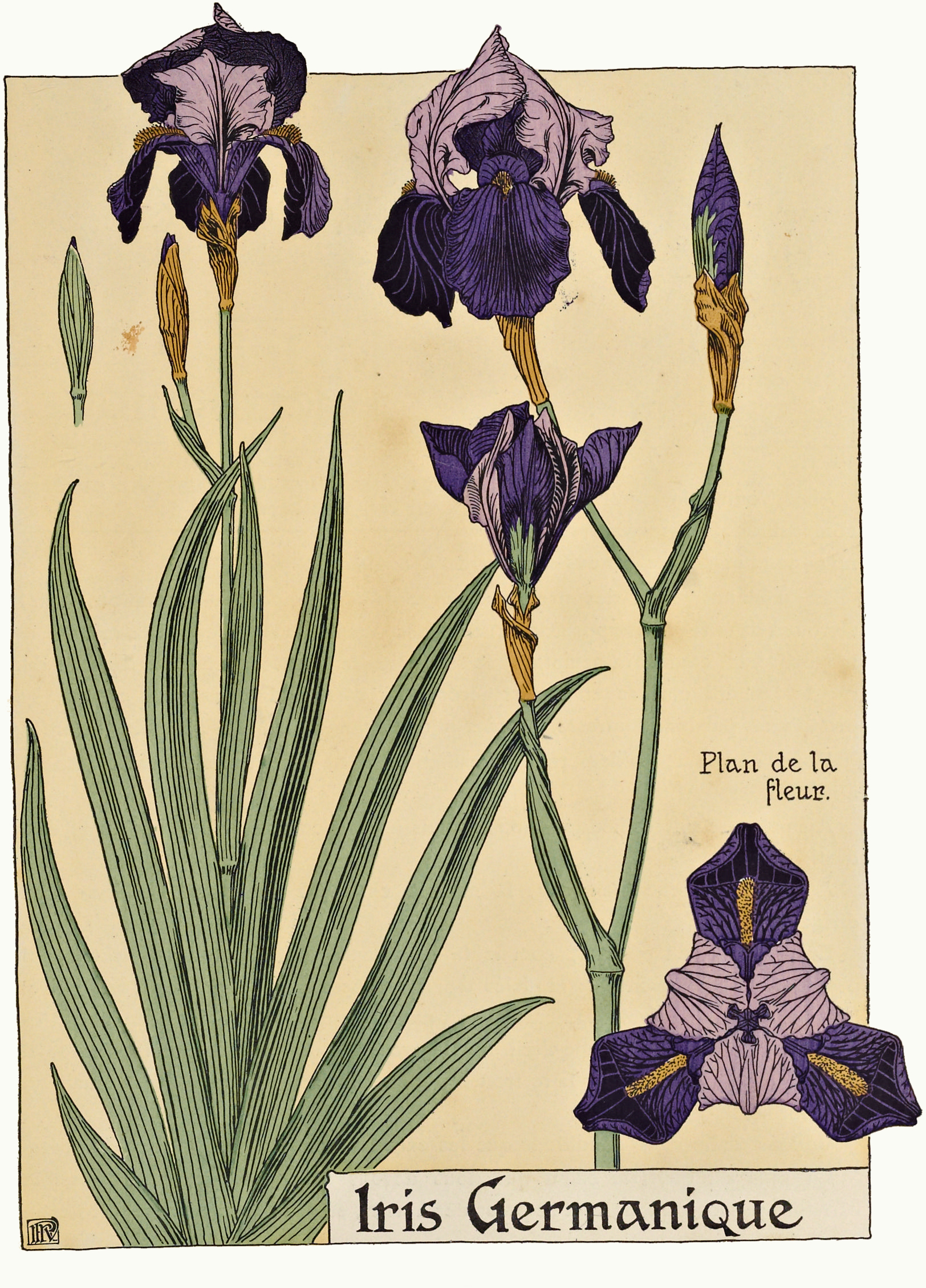

Ирис германский — травянистое растение с мощным ползучим корневищем. Стебель прямостоячий, 60—100 см в высоту.
Листья плоские, сизо-зелёного цвета, мечевидной формы, на конце заострённые.
Цветки обоеполые, одиночные, тёмно-фиолетового цвета, у основания жёлтые, с буро-фиолетовыми жилками. Плод — коробочка. Цветёт в мае—июне.

## Ареал
Растение встречается в Средиземноморье.

## Использование
Ирис германский используется в цветоводстве как декоративное растение.
Из корневища растения получают эфирное масло, которое используют в малых дозах при изготовлении высококачественной парфюмерии или для ароматизации таких продуктов, как ликёры, кондитерские и хлебобулочные изделия.
Растение применялось при лечении респираторных заболеваний, таких как бронхит, астма и кашель, а также при лечении головной боли, мигрени с жёлчной рвотой и воспалении желудочно-кишечного тракта. В индийской народной медицине корневище использовалось при заболеваниях жёлчного пузыря. Эффективность препарата в настоящее время не установлена.